# 趙秀沅
趙秀沅（韓語：조수원，1966年11月27日—），韓國電視劇導演。

## 現任
- JS Pictures
- MBC 電視製作
- Logos Film導演
- Logos Film電影製作部
- MEGA MONSTER導演 (2019年 - )

## 作品

### 電視劇
- 2005年：MBC《美妙人生》
- 2006年：tvN《色慾都會》
- 2012年：SBS《清潭洞愛麗絲》
- 2013年：SBS《聽見你的聲音》
- 2014年：tvN《岬童夷》
- 2014年：SBS《皮諾丘》
- 2015年：SBS《愛你的時間》
- 2016年：搜狐視頻《評價女王》
- 2018年：SBS《雖然30但仍17》
- 2019年：SBS《醫生耀漢》
- 2022年：SBS 《今日的網漫》
- 2024年：TV朝鮮《我的Happy End》
- 待定：Disney+《再婚皇后》

### 製作作品
- 2004年：SBS《愛在哈佛》
- 2020年：SBS《Hyena》

### 獲獎
- 2013年：第6屆韓國電視劇賞－導演獎（聽見你的聲音）
- 2015年：第4屆大田電視劇節－導演獎（Pinocchio、愛你的時間）

## 外部連結
- 趙秀沅 （页面存档备份，存于） - MEGA MONSTER 
- NAVER搜索